# Lake Wallenpaupack
Lake Wallenpaupack ist ein Stausee im US-Bundesstaat Pennsylvania. 
Er ist der drittgrößte See des Bundesstaats. Er liegt nahe der Kleinstadt Hawley und ist Bestandteil der Bezirke Pike und Wayne. Er ist circa 21 km lang, 1,6 km breit und maximal 18 m tief. Seine Oberfläche hat etwa 23 km². Der See ist ein künstlich geschaffener Stausee. Im Jahre 1926 wurde durch die Pennsylvania Power & Light Company (heute: PPL) ein Staudamm zur Stromerzeugung gebaut.

## Geschichte
Die Lenape-Indianer siedelten ursprünglich in diesem Gebiet und nannten das ganze Gebiet „Wallenpaupack“, was so viel wie „Der dunkle und langsame Fluss“ heißt. Später war William Penn der Besitzer dieses Gebietes und übergab es dann an seinen Sohn. Sein Sohn verkaufte das Gebiet an James Wilson. Wilson ist bekannt als ein Unterzeichner der amerikanischen Unabhängigkeitserklärung. 
Der See war ursprünglich als Trinkwasserreservoir geplant, wurde jedoch nie als solches genutzt, weil auch Bootsverkehr das Wasser als Trinkwasser unbrauchbar machte. Der Staudamm wurde am Wallenpaupack River bei Wilsonville gebaut. Das Land wurde von der PPL dazu aufgekauft und bestehende Dörfer wurden aufgelöst. Alle Straßen wurden umgebaut oder umgeleitet. Der ursprüngliche Ort Wilsonville liegt heute unter dem See. Als der See entstand, war das Wasser so klar, dass man alle Häuser der Stadt auf dem Grund sehen konnte.

## Energieerzeugung
Das Wasserkraftwerk (⊙) wurde im April 2016 von Brookfield Renewable erworben. Das Wasser wird vom Stausee über eine 5,6 Kilometer lange Rohrleitung mit 4,26 Metern Durchmesser zum Kraftwerk geführt. Dieses verfügt über zwei Turbinen mit einer Gesamtleistung von 44 Megawatt. Vom Kraftwerk gelangt das Wasser direkt in den Lackawaxen River, einen rechten Nebenfluss des Delaware River.

## Erholungsgebiet
Der Stausee dient heute auch als ein Ausflugs- und Erholungsgebiet. Die Anreise aus New York City und Philadelphia dauert nur wenige Stunden. Das Gebiet eignet sich zum Angeln, Wandern und Ausspannen.